# Crocidura hilliana
Crocidura hilliana es una especie de musaraña (mamífero placentario de la familia Soricidae).

## Distribución geográfica
Se encuentra al noreste y centro de Tailandia y en el centro de Laos.

## Estado de conservación
Parece probable que sus principales amenazas sean la degradación de su hábitat debido a la expansión agrícola y la extracción de madera.